# Martin Kleen
Martin Kleen (* 16. September 1965 in Erlangen) ist ein deutscher Arzt und Schriftsteller.

## Leben
Martin Kleen, aufgewachsen in Bad Windsheim, studierte von 1986 bis 1993 in Erlangen Medizin und begann bereits während des Studiums mit dem Schreiben von Romanen, Gedichten und Kurzgeschichten. Die Promotion erfolgte 1994. Im Jahr 2000 habilitierte Kleen sich an der LMU München für das Fach Anästhesiologie.
Nach einem zweijährigen Abstecher in die Medizintechnik-Industrie war er von 2005 bis 2008 als Anästhesist in München, anschließend in Berlin und seit Anfang 2010 in Luxemburg tätig.
Sein Großvater ist der Physiker Werner Julius Kleen.
Der erste seiner im Medizinermilieu spielenden Thriller erschien im Herbst 2004; im Sommer 2006 wurde mit der Thrillersatire SuperHertha erstmals ein Werk veröffentlicht, dessen Handlung außerhalb des Krankenhaus- und Ärztealltags angesiedelt ist. Mit Psychiatrie kommt er auf sein ursprüngliches Genre des Medizinthrillers zurück. Intensivstation ist ein Medizinthriller mit sarkastischen Zügen; die Handlung ist in Leer in Ostfriesland angesiedelt. Leer ist der Sitz des Leda-Verlages, in dem bisher alle Romane Kleens erschienen sind.
Martin Kleen lebt in Luxemburg. 

## Werke
- Anästhesie. Leda-Verlag, Leer 2004, ISBN 3-934927-51-3.
- Zehn Stunden. Leda-Verlag, Leer 2005, ISBN 3-934927-64-5.
- SuperHertha. Leda-Verlag, Leer 2006, ISBN 3-934927-72-6.
- Psychiatrie. Leda-Verlag, Leer 2007, ISBN 3-934927-92-0.
- Intensivstation. Leda-Verlag, Leer 2010, ISBN 978-3-939689-57-7.
- Further Pasta Nera. Kurzgeschichte in „Tatort Bayern“, ISBN 3-89425-299-5
- Liku ganz unten. Luxemburg 2012, ISBN 978-2-87996-508-6.